# فولیتزو
فولیتزو (به ایتالیایی: Foglizzo) یک کومونه در ایتالیا است که در استان تورین واقع شده‌است.

## خصوصیات
فولیتزو ۱۵٫۷ کیلومترمربع مساحت و ۲٬۳۷۲ نفر جمعیت دارد و ۲۴۷ متر بالاتر از سطح دریا واقع شده‌است.